# Política do Sudão do Sul
A política do Sudão do Sul diz respeito ao sistema de governo na República do Sudão do Sul, um país na África Oriental, e as pessoas, organizações e os eventos envolvidos.

## História
Sudão do Sul era uma região autônoma da República do Sudão a partir de 2005, após a assinatura do Acordo Geral de Paz entre as Governo do Sudão e o rebelde Exército de Libertação do Povo Sudanês, para 2011, quando o Sudão do Sul ganhou a independência.
Depois de várias décadas de uma guerra civil que foi uma das mais longas, duradouras e mais mortíferas do último século XX (a Primeira Guerra Civil Sudanesa e a Segunda Guerra Civil Sudanesa) entre o governo de maioria muçulmana e árabe com base no norte, e negro cristão e as povos animistas do sul que exigiam maior autonomia regional, um acordo de paz conhecido como o Acordo de Naivasha que foi assinado em 9 de janeiro de 2005, dando autonomia para o estado.
Em 9 de janeiro de 2005, o governo do Sudão do Sul foi estabelecido após a assinatura do Acordo Compreensivo de Paz. John Garang, o ex-líder rebelde do Exército de Libertação / Movimento do Povo do Sudão, tornou-se presidente do governo do Sudão do Sul e vice-presidente do Sudão. A Constituição foi aprovada em dezembro de 2005.
Em julho 2005 Garang morreu em um acidente de helicóptero em Uganda, e foi sucedido em ambas mensagens de Salva Kiir Mayardit, com Riek Machar como vice-presidente do Sudão do Sul.

### Referendo sobre a independência de 2011

A forma de votação (cédula) usadas no referendo.

Um referendo sobre a independência do Sul do Sudão foi realizada de 9 a 15 de janeiro de 2011.
A votação sobre o referendo começou em 9 de janeiro de 2011. Em 12 de janeiro, depois de três dias de votação, os representantes da SPLM anunciou que, de acordo com as suas estimativas, o limiar de participação de 60 por cento necessário para a validade do referendo (correspondente a cerca de 2,3 milhões de eleitores) tinha sido atingido. A confirmação oficial veio mais tarde no mesmo dia, quando a comissão do referendo divulgou um comunicado anunciando que o comparecimento seria de "ultrapassar" o percentual mínimo exigido 60.
Mohamed Ibrahim Khalil, chairman da comissão do referendo, disse que 83 por cento dos eleitores no sul e 53 por cento no norte tinham votado. Mais de 90% dos que votaram apoiaram a independência, que foi concedida oficialmente em 9 de julho.

### Guerra civil e reforma
Em julho de 2013, Kiir demitiu todos os seus ministros, incluindo o vice-presidente Riek Machar, com o objetivo oficial de reduzir o tamanho do governo. No entanto, Machar disse que era um passo no sentido da ditadura e que ele iria desafiar Kiir para a presidência.
Em 14-15 de dezembro de 2013, uma tentativa de golpe de Estado foi reprimida. Combates intermitentes, em seguida, se seguiram em meio a colapsos de cessar-fogo durante a guerra civil que se seguiu e temores internacionais sobre as mais de 1.000 mortes e uma catástrofe humanitária de mais de um milhão de refugiados e fome feita pelo homem. Nesse meio tempo, as facções SPLM dentro do SPLM-Juba lideradas pelo presidente Salva Kiir e o SPLM-IO liderado pelo ex-vice-presidente Riek Machar. Kiir disse na sexagésima nona sessão da Assembleia Geral das Nações Unidas que Machar foi o culpado pelo conflito. Em meio a uma luta de poder do partido, o governo foi responsabilizado por Pagan Amum por não permitir que o grupo de oposição desarmado Liderança do Fórum dos Partidos Políticos e seu líder Lam Akol de tomar parte nas negociações. Kiir também rejeitou sua colega étnica Rebecca Garang, viúva do fundador do SPLM John Garang, em agosto alegando sua crítica que fez antigoverno. Relações com a China, o maior investidor estrangeiro no Sudão do Sul, e Uganda  também melhoraram após o SPLM-IO visitar Pequim e abrir um gabinete de ligação em Kampala e aceitou uma presença de tropas de Uganda em Juba, em um movimento longe de criticar o apoio inicial do Uganda ao governo.
Na sequência de sanções contra alguns da liderança em ambos os lados,  um IGAD resolução mediada em Bahir Dar, Etiópia sob pressão internacional liderada pelos EUA foi finalmente acordado no final de setembro de 2014 que instituiria federalização no país, um movimento que líderes regionais ainda menos envolvidos no país havia sugerido, mas o governo havia inicialmente rejeitado. As negociações foram conduzidas pelo Nhial Deng Nhial e Deng Alor do governo e os rebeldes, respectivamente. O principal negociador dos rebeldes foi em seguida, deverá ser substituído por Taban Deng Gai. Ao mesmo tempo, o governo otimista expresso na resolução.
Ambos os lados concordaram em seguida, a proposta do governo de 30 meses para a regra por um governo de unidade nacional, mas discussões continuaram sobre a autoridade do primeiro-ministro no período interino. Embora o período de transição ter sido acordado, o período de pré-transição ainda estava em disputa com o governo querendo três meses e os rebeldes que pediam um mês. Do SPLM-IO Taban Deng disse que as negociações foram suspensas, enquanto o governo Michael Makuei confirmou estar acrescentando que retomaria em 16 de outubro com o primeiro-ministro sisue sendo encaminhado a um IGAD Cúpula de Chefes de Estado para a discussão. O Ministro dos Negócios Estrangeiros Barnaba Marial Benjamin criticou os rebeldes por supostamente não assinar o protocolo, mas disse ainda da ruptura:
O que aconteceu é que os negociadores foram convidados a voltar para os seus comitentes para consultar sobre algumas das questões em que haja alguma concordância. Alguns povos pareciam concordar em alguns pontos. Então, eles têm que voltar e consultar as entidades. O governo interino será formado quando tiver uma solução política. Deve haver um acordo político para que tenha um governo interino para implementar o que foi acordado. Em princípio, o que foi aceite pelo governo".
 Também seguido do IGAD dando aos grupos 45 dias a partir de agosto que elaborassem um acordo de transição.
A luta continuou em finais de outubro na Unidade com as expectativas para lutar no Alto Nilo, com ambos os lados culpando um ao outro The Guardian alega que preparativos estavam sendo realizados para novos combates. No combate perto do complexo da Nações Unidas (Juba), dezenas de civis ficaram feridos por UNMISS.
Em meados de novembro, apesar de um acordo para acabar incondicionalmente a luta, hostilidades ocorreram em três províncias, com cada lado culpando um ao outro. Além disso, o governo rejeitou uma proposta para abolir o cargo de vice-presidente e substituí-lo por um primeiro-ministro. O
Gabinete do Ministro dos Negócios Martin Elia Lomuro disse: "A delegação do governo não recebeu tal proposta da IGAD. Nós só lemos a partir dos relatos da mídia que atribuiu declarações que transportam tais sugestões para os rebeldes, e eu não entendo a base da proposta."

#### Federalização
A resolução, tal como anunciado pela IGAD, estruturas e funções de uma transição implicou 
governo de unidade nacional que foi "maioritariamente acordado." No entanto, a descoberta "em princípio", depois de meses de discussões sobre a instituição de uma estrutura federalista do governo foi sustentada pelo calendário para implementação. O SPLM-IO apelou para a implementação imediata, enquanto o governante SPLM-Juba pediu um período de transição de 30 meses antes da formação de um novo governo. Isso implicaria, fazer passar a programada eleição de 2015.

## Ministérios
Em 20 de agosto de 2011, o presidente Salva Kiir emitiu um decreto que cria 29 ministérios do governo do Sudão do Sul para constituir um Conselho de ministros:
1. Ministério do Gabinete dos Negócios
2. Ministério da Defesa e Assuntos de Veteranos
3. Ministério dos Negócios Estrangeiros e da Cooperação Internacional
4. Ministro, Gabinete do Presidente
5. Ministro da Segurança Nacional, Gabinete do Presidente
6. Ministro da Justiça
7. Ministério do Interior
8. Ministério dos Assuntos Parlamentares
9. Ministério das Finanças e Planeamento Econômico
10. Ministério do Trabalho, Serviço Público e Desenvolvimento de Recursos Humanos
11. Ministério do Comércio, Indústria e Investimento
12. Ministério da Informação e Radiodifusão
13. Ministério da Saúde
14. Ministério da Agricultura e Florestas
15. Ministério das Estradas e Pontes
16. Ministério dos Transportes
17. Ministério da Educação e Instrução Geral
18. Ministério do Ensino Superior, Ciência e Tecnologia
19. Ministério do Meio Ambiente
20. Ministério da Habitação e do Planeamento Físico
21. Ministério das Telecomunicações e Serviços Postais
22. Ministério do Petróleo e Mineração
23. Ministério de Eletricidade e Barragens
24. Ministério de Gênero, Criança e Bem-Estar Social
25. Ministério de Assuntos Humanitários e Gerenciamento de Desastres
26. Ministério de Recursos Hídricos e Irrigação
27. Ministério de Conservação da Vida Selvagem e Turismo
28. Ministério de Recursos Animais e Pesca
29. Ministério da Cultura, Juventude e Desportos

## Outras leituras
- Leonardi, Cherry; British Institute in Eastern Africa (2013). Dealing with government in South Sudan: histories of chiefship, community & state. Col: Eastern Africa series. Woodbridge, Suffolk: James Currey. ISBN 9781847010674